# Слап (Випава)
Слап (словен. Slap, итал. Slappe di Vipacco) је насељено место у општини Випава, Горишка регија, Словенија.

## Историја
До територијалне реорганизације у Словенији био је у саставу старе општине Ајдовшчина.

## Становништво
У попису становништва из 2011. године, Слап је имао 419 становника.
| Број становника према пописима | Број становника према пописима | Број становника према пописима |
| ------------------------------ | ------------------------------ | ------------------------------ |
| 1991                           | 2002                           | 2011                           |
| 388                            | 427                            | 419                            |

## Галерија
- виногради
- табла на улазу